# Desa Singasari (administrativ by i Indonesien, Jawa Barat, lat -7,45, long 108,00)
Desa Singasari är en administrativ by i Indonesien.   Den ligger i provinsen Jawa Barat, i den västra delen av landet, 190 km sydost om huvudstaden Jakarta.